# Videogiochi di Luigi

L'emblema sul cappello di Luigi come viene rappresentato nella serie

La serie Luigi (ルイージ?, Ruīji) è una serie di spin-off del franchise di Mario prodotta e pubblicata da Nintendo. Il protagonista è Luigi, il fratello di Mario apparso per la prima volta nel Game & Watch Mario Bros. del 1983. Il primo gioco della serie è l'orologio da gioco Luigi's Hammer Toss.

## Videogiochi

### Serie Luigi's Mansion
- Luigi's Mansion - Nintendo GameCube - 2001
- Luigi's Mansion 2 - Nintendo 3DS - 2013
- Luigi's Mansion Arcade - Arcade - 2015
- Luigi's Mansion 3 - Nintendo Switch - 2019

### Altri
- Luigi's Hammer Toss - orologio da gioco - 1990
- Mario is Missing - MS-DOS, NES, SNES, Macinotsh, Microsoft Windows - 1993, 1994, 1996
- New Super Luigi U - Wii U - 2013
- Luigi Bros. (minigioco in Super Mario 3D World) - Wii U - 2013
- Super Luigi Bros. (minigioco in NES Remix 2) - Wii U - 2013
- Dr. Luigi - Wii U - 2013

### Remake
- Luigi's Mansion - Nintendo 3DS - 2018
- New Super Luigi U Deluxe - Nintendo Switch - 2019
- Luigi's Mansion 2 HD - Nintendo Switch - 2024